# Vlag van Hoogheemraadschap van Schieland

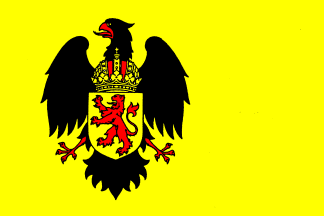
Vlag van Hoogheemraadschap van Schieland
(1986-2005)

Voorgaande vlag
(tot 1986)

De vlag van Hoogheemraadschap van Schieland is op 24 september 1986 vastgesteld als de vlag van het Hoogheemraadschap van Schieland. De vlag kan als volgt worden beschreven:
Geel met een adelaar van 4/5 vlaghoogte, met op de borst een geel schild, beladen met een rode leeuw, het schild bekroond door een keizerlijke kroon in geel en rood, het geheel uitgevoerd in zwarte contourlijnen; de adelaar is verschoven naar de hijs op de scheiding van broeking en vlucht (1/3 van de vlaglengte); waarvan de lengten zich verhouden als 2:3.
Het ontwerp van de vlag is van de hand van K. van den Sigtenhorst.
Vanaf 2005 is de vlag niet langer als de vlag van deze waterschap in gebruik omdat het Hoogheemraadschap van Schieland in het nieuwe waterschap Hoogheemraadschap van Schieland en de Krimpenerwaard op is gegaan.

## Eerdere vlag
Tot 1986 gebruikt de vorige vlag als volgt worden beschreven:
Geel, met in het midden een rode leeuw, getongd en blauw genageld van 4/5 vlaghoogte.
De vlag is gelijk aan het wapen.

## Verwante afbeeldingen

Wapen van Hoogheemraadschap van Schieland
Vlag van De Overwaard
Vlag van Zuid-Holland
Vlag van Callantsoog

Aa en Maas · Amstel, Gooi en Vecht · Brabantse Delta · Delfland · De Dommel · Drents Overijsselse Delta · Fryslân · Hollands Noorderkwartier · Hollandse Delta · Hunze en Aa's · Limburg · Noorderzijlvest · Rijn en IJssel · Rijnland · Rivierenland · Scheldestromen · Schieland en de Krimpenerwaard · De Stichtse Rijnlanden · Vallei en Veluwe · Vechtstromen · Zuiderzeeland
Voormalige waterschappen: 
De Aa · De Aarlanden · Alblasserwaard en de Vijfheerenlanden · De Alm · Amelander Grieën · Amstel- en Gooiland · Amstelland · Boarn en Klif · De Bovenvecht · Drentse Aa · Duurswold · Eemszijlvest · Goeree-Overflakkee · Gouwelanden · Groot Maas en Waal · Groot-Haarlemmermeer · Groot-Waterschap van Woerden · Groote Waard · Haarlemmermeerpolder · Hulster Ambacht · IJsselmonde · Krimpenerwaard · Land van Heusden en Altena · Het Lange Rond · Lauwerswâlden · Leidse Rijn · Linge · De Maaskant · Het Maasterras · Mark en Dintel · Marne-Middelsee · Meer en Woude · De Middelsékrite · De Nederwaard · Noord-Beveland · Noord- en Zuid-Beveland · Noord-Limburg · Noord-Veluwe · Noordhollands Noorderkwartier · Noordoostpolder · Noordwoude · Oldambt · Oude IJssel · De Overwaard · De Proosdijlanden · Purmer · Regge en Dinkel · De Runde · Salland · Schermer · Schieland · De Schipbeek · Schouwen-Duiveland · Sevenwolden · De Stellingwerven · Tholen · Tusken Waed en Ie · Uitwaterende Sluizen in Kennemerland en West-Friesland · De Vechtlanden · De Vier Noorder Koggen · Het Vrije van Sluis · De Waadkant · Walcheren · Waterland · De Waterlanden · Westergo's IJsselmeerdijken · Westerkwartier · Westfriesland · Wilck en Wiericke · Wilhelminapolder · Zuiveringschap Limburg